# Pristimantis chloronotus
Pristimantis chloronotus är en groddjursart som först beskrevs av Lynch 1969.  Pristimantis chloronotus ingår i släktet Pristimantis och familjen Strabomantidae. IUCN kategoriserar arten globalt som livskraftig. Inga underarter finns listade i Catalogue of Life.